# (428) Monachia
(428) Monachia ist ein Asteroid des inneren Hauptgürtels, der am 18. November 1897 vom deutsch-schweizerischen Astronomen Walter Augustin Villiger an der Königlichen Sternwarte München bei einer Helligkeit von 12,6 mag entdeckt wurde. Es war seine einzige Asteroidenentdeckung.
Der Asteroid ist benannt mit dem lateinischen Namen der Stadt München, der Hauptstadt von Bayern, in der er entdeckt wurde.

## Wissenschaftliche Auswertung
Aus Ergebnissen der IRAS Minor Planet Survey (IMPS) wurden 1992 Angaben zu Durchmesser und Albedo für zahlreiche Asteroiden abgeleitet, darunter auch (428) Monachia, für die damals Werte von 17,7 km bzw. 0,11 erhalten wurden. Eine Auswertung von Beobachtungen durch das Projekt NEOWISE im nahen Infrarot führte 2012 zu vorläufigen Werten für den Durchmesser und die Albedo im sichtbaren Bereich von 20,2 km bzw. 0,07. Nach der Reaktivierung von NEOWISE im Jahr 2013 und Registrierung neuer Daten wurden die Werte 2016 angegeben mit 15,9 oder 17,6 km bzw. 0,11 oder 0,09, diese Angaben beinhalten aber hohe Unsicherheiten.
Photometrische Messungen des Asteroiden fanden erstmals statt vom 15. September bis 11. Dezember 1988 während sechs Nächten am Mount-Lemmon-Observatorium in Arizona. Aus der aufgezeichneten Lichtkurve konnte eine recht genaue Rotationsperiode von 3,63384 h bestimmt werden. Weitere Beobachtungen wurden am 8. Oktober und 21. November 2009 sowie am 29. März 2011 am Observatorium Borówiec in Polen durchgeführt. Die registrierten Lichtkurven wurden in einer Untersuchung von 2012 zu einer Periode von 3,6342 h ausgewertet.
Ähnliche Ergebnisse brachten auch Messungen vom 17. bis 19. März 2014 an der Palmer Divide Station des Center for Solar System Studies (CS3-PDS) in Colorado (abgeleitete Rotationsperiode 3,633 h) und vom 18. bis 22. Oktober 2016 am Etscorn Campus Observatory in New Mexico (abgeleitete Periode 3,633 h).
Aus archivierten Daten des Asteroid Terrestrial-impact Last Alert System (ATLAS) aus dem Zeitraum 2015 bis 2018 konnte in einer Untersuchung von 2020 mit der Methode der konvexen Inversion nur eine Rotationsachse mit prograder Rotation und eine Periode von 3,63360 h berechnet werden. Mit dem Weltraumteleskop Transiting Exoplanet Survey Satellite (TESS) konnten während dessen Durchmusterung des Südhimmels 2018 bis 2019 auch Objekte des Sonnensystems beobachtet werden. Dabei wurden auch die Lichtkurven von fast 10.000 Asteroiden aufgezeichnet. Für (428) Monachia wurde aus Messungen etwa vom 4. bis 18. Juli 2019 eine Rotationsperiode von 3,6343 h erhalten. Weitere photometrische Beobachtungen erfolgten wieder vom 24. bis 28. März 2021 am Sopot Astronomical Observatory (SAO) in Serbien, wo eine Rotationsperiode von 3,635 h bestimmt wurde.
Eine Untersuchung von 2022 bestimmte Gestaltmodelle und Rotationsachsen von 55 Asteroiden, um bestätigende Beweise für ihre mögliche Zugehörigkeit zu einer 4 Mrd. Jahre alten ursprünglichen Asteroidenfamilie zu liefern. Aus archivierten Daten der Catalina Sky Survey, des United States Naval Observatory (USNO) sowie von ATLAS, der All-Sky Automated Survey for Supernovae (ASAS-SN) und von Gaia DR2 wurden für (428) Monachia zwei alternative Rotationsachsen mit prograder Rotation und einer Periode von 3,63361 h bestimmt. Aus den Daten von ATLAS konnte in einer Untersuchung von 2022 mit der Methode der konvexen Inversion noch einmal eine Rotationsperiode von 3,63363 h bestimmt werden.